# Liste ärztlicher Weiterbildungsbezeichnungen in Deutschland
Diese Liste soll Aufschluss über die fachlichen und inhaltlichen Differenzierungen der humanmedizinischen Weiterbildung in Deutschland geben.
Eine vergleichende Übersicht der Bezeichnungen in Österreich und der Schweiz bietet

## Ärztliche Fachgebiete (Muster-Weiterbildungsordnung, November 2018)
Der erfolgreiche Abschluss der ärztlichen Weiterbildung führt zu folgenden Bezeichnungen: Fachärztin / Facharzt in einem Gebiet, zu Schwerpunktbezeichnung im Schwerpunkt (SP) eines Gebietes oder Zusatzbezeichnung. Eine Zusatzweiterbildung beinhaltet eine ergänzende Spezialisierung, die zusätzlich zu Facharzt- und Schwerpunktweiterbildung erworben werden kann (Beispiel: Gebiet/Facharzt für: Kinder und Jugendmedizin PLUS Schwerpunkt: Kinder- und Jugend-Kardiologie PLUS Zusatz-Weiterbildung: Ernährungsmedizin).
Die nachstehende Liste enthält die Facharztbezeichnungen sowie die Schwerpunkt- und Zusatzbezeichnungen nach der Muster-Weiterbildungsordnung der Bundesärztekammer von 2018 (MWBO 2018). Angegeben sind für jeden Abschluss die von der MWBO vorgegebenen Mindestanforderungen an den zeitlichen Umfang der Weiterbildung und weitere Mindestanforderungen für die Zusatz-Weiterbildungen.

### Facharzt- und Schwerpunkt-Bezeichnungen
1. Allgemeinmedizin (Weiterbildungszeit WBZ 60 Monate plus 80-Std. Kurs-Weiterbildung Psychosomatische Grundversorgung)
2. Anästhesiologie (WBZ 60 Monate)
3. Anatomie (WBZ 48 Monate)
4. Arbeitsmedizin (WBZ: 60 Monate plus 360-Std. Kurs-Weiterbildung Arbeitsmedizin/Betriebsmedizin)
5. Augenheilkunde (WBZ 60 Monate)
6. Biochemie (WBZ 48 Monate)
7. Chirurgie
  1. Allgemeinchirurgie (WBZ 72 Monate)
  2. Gefäßchirurgie (WBZ 72 Monate)
  3. Herzchirurgie (WBZ 72 Monate)
  4. Kinder- und Jugendchirurgie (WBZ 72 Monate)
  5. Orthopädie und Unfallchirurgie (WBZ 72 Monate)
  6. Plastische, Rekonstruktive und Ästhetische Chirurgie (WBZ 72 Monate)
  7. Thoraxchirurgie (WBZ 72 Monate)
  8. Viszeralchirurgie (WBZ 72 Monate)
8. Frauenheilkunde und Geburtshilfe (WBZ 60 Monate plus 80-Std. Kurs-Weiterbildung Psychosomatische Grundversorgung)
  1. SP Gynäkologische Endokrinologie und Reproduktionsmedizin (WBZ 24 Monate)
  2. SP Gynäkologische Onkologie (WBZ 24 Monate)
  3. SP Spezielle Geburtshilfe und Perinatalmedizin (WBZ 24 Monate)
9. Hals-Nasen-Ohrenheilkunde (WBZ 60 Monate)
10. Haut- und Geschlechtskrankheiten (WBZ 60 Monate)
11. Humangenetik (WBZ 60 Monate)
12. Hygiene und Umweltmedizin (WBZ 60 Monate)
13. Innere Medizin
  1. Innere Medizin (WBZ 60 Monate)
  2. Innere Medizin und Angiologie (WBZ 72 Monate)
  3. Innere Medizin und Endokrinologie und Diabetologie (WBZ 72 Monate)
  4. Innere Medizin und Gastroenterologie (WBZ 72 Monate)
  5. Innere Medizin und Hämatologie und Onkologie (WBZ 72 Monate)
  6. Innere Medizin und Infektiologie (WBZ 72 Monate)
  7. Innere Medizin und Kardiologie (WBZ 72 Monate)
  8. Innere Medizin und Nephrologie (WBZ 72 Monate)
  9. Innere Medizin und Pneumologie (WBZ 72 Monate)
  10. Innere Medizin und Rheumatologie (WBZ 72 Monate)
14. Kinder- und Jugendmedizin (WBZ 60 Monate plus 80-Std. Kurs-Weiterbildung Psychosomatische Grundversorgung)
  1. SP Kinder- und Jugend-Hämatologie und -Onkologie (WBZ 24 Monate)
  2. SP Kinder- und Jugend-Kardiologie (WBZ 24 Monate)
  3. SP Neonatologie (WBZ 24 Monate)
  4. SP Neuropädiatrie (WBZ 24 Monate)
15. Kinder- und Jugendpsychiatrie und -psychotherapie (WBZ 60 Monate)
16. Laboratoriumsmedizin (WBZ 60 Monate)
17. Mikrobiologie, Virologie und Infektionsepidemiologie (WBZ 60 Monate)
18. Mund-Kiefer-Gesichtschirurgie (WBZ 60 Monate)
19. Neurochirurgie (WBZ 72 Monate)
20. Neurologie (WBZ 60 Monate)
21. Nuklearmedizin (WBZ 60 Monate)
22. Öffentliches Gesundheitswesen (WBZ 60 Monate inklusive 720-Std. Kurs-Weiterbildung Öffentliches Gesundheitswesen)
23. Pathologie
  1. Neuropathologie (WBZ 72 Monate)
  2. Pathologie (WBZ 72 Monate)
24. Pharmakologie
  1. Klinische Pharmakologie (WBZ 60 Monate)
  2. Pharmakologie und Toxikologie (WBZ 60 Monate)
25. Phoniatrie und Pädaudiologie (WBZ 60 Monate)
26. Physikalische und Rehabilitative Medizin (WBZ 60 Monate)
27. Physiologie (WBZ 48 Monate)
28. Facharzt für Psychiatrie und Psychotherapie (WBZ 60 Monate)
  1. SP Forensische Psychiatrie (WBZ 24 Monate)
29. Psychosomatische Medizin und Psychotherapie (WBZ 60 Monate)
30. Radiologie (WBZ 60 Monate)
  1. SP Kinder- und Jugendradiologie (WBZ 24 Monate)
  2. SP Neuroradiologie (WBZ 24 Monate)
31. Rechtsmedizin (WBZ 60 Monate)
32. Strahlentherapie (WBZ 60 Monate)
33. Transfusionsmedizin (WBZ 60 Monate)
34. Urologie (WBZ 60 Monate)

### Bezeichnungen der Zusatzweiterbildungen
Quelle: 
1. Ärztliches Qualitätsmanagement (Mindestanforderung: 24 Monate Weiterbildung in einem Gebiet PLUS 80-Std. Kurs-Weiterbildung Ärztliches Qualitätsmanagement)
2. Akupunktur (Mindestanforderung: Facharztanerkennung in einem Gebiet der unmittelbaren Patientenversorgung PLUS 200-Std. Kurs-Weiterbildung Akupunktur PLUS Akupunktur gemäß Weiterbildungsinhalten)
3. Allergologie (Mindestanforderung: Facharztanerkennung in den Gebieten Allgemeinmedizin, Arbeitsmedizin, Hals-Nasen-Ohrenheilkunde, Haut- und Geschlechtskrankheiten, Innere Medizin oder Kinder- und Jugendmedizin PLUS Allergologie gemäß Weiterbildungsinhalten)
4. Andrologie (Mindestanforderung: Facharztanerkennung für Haut- und Geschlechtskrankheiten, Innere Medizin und Endokrinologie und Diabetologie oder Urologie PLUS 12 Monate Andrologie unter Befugnis an Weiterbildungsstätten)
5. Balneologie und Medizinische Klimatologie (Mindestanforderung: Facharztanerkennung in einem Gebiet der unmittelbaren Patientenversorgung PLUS 80-Std. Kurs-Weiterbildung Balneologie und Medizinische Klimatologie)
6. Betriebsmedizin (Mindestanforderung: Facharztanerkennung in einem Gebiet der unmittelbaren Patientenversorgung PLUS 360-Std. Kurs-Weiterbildung Arbeitsmedizin/Betriebsmedizin PLUS 1.200 Stunden betriebsärztliche Tätigkeit)
7. Dermatopathologie (Mindestanforderung: Facharztanerkennung für Haut- und Geschlechtskrankheiten PLUS 24 Monate Dermatopathologie an Weiterbildungsstätten)
8. Diabetologie (Mindestanforderung: Facharztanerkennung im Gebiet Allgemeinmedizin, Innere Medizin oder Kinder- und Jugendmedizin PLUS 12 Monate Diabetologie an Weiterbildungsstätten)
9. Ernährungsmedizin (Mindestanforderung: Facharztanerkennung in einem Gebiet der unmittelbaren Patientenversorgung PLUS 100-Std. Kurs-Weiterbildung Ernährungsmedizin PLUS 120 Stunden Fallseminare unter Supervision PLUS Ernährungsmedizin gemäß Weiterbildungsinhalten unter Befugnis)
10. Flugmedizin (Mindestanforderung: Facharztanerkennung in einem Gebiet der unmittelbaren Patientenversorgung PLUS 180-Std. Kurs-Weiterbildung Flugmedizin PLUS Flugmedizin gemäß Weiterbildungsinhalten unter Befugnis)
11. Geriatrie (Mindestanforderung: Facharztanerkennung im Gebiet Allgemeinmedizin, Innere Medizin, Neurologie, Physikalische und Rehabilitative Medizin oder Psychiatrie und Psychotherapie PLUS 18 Monate Geriatrie an Weiterbildungsstätten)
12. Gynäkologische Exfoliativ-Zytologie (Mindestanforderung: Facharztanerkennung für Frauenheilkunde und Geburtshilfe PLUS Gynäkologische Exfoliativ-Zytologie gemäß Weiterbildungsinhalten unter Befugnis)
13. Hämostaseologie (Mindestanforderung: Facharztanerkennung in einem Gebiet der unmittelbaren Patientenversorgung oder Laboratoriumsmedizin PLUS 12 Monate Hämostaseologie an Weiterbildungsstätten)
14. Handchirurgie (Mindestanforderung: Facharztanerkennung für Allgemeinchirurgie, Kinder- und Jugendchirurgie, Orthopädie und Unfallchirurgie oder Plastische, Rekonstruktive und Ästhetische Chirurgie PLUS 24 Monate Handchirurgie an Weiterbildungsstätten)
15. Immunologie (Mindestanforderung: Facharztanerkennung PLUS 12 Monate Immunologie an Weiterbildungsstätten)
16. Infektiologie (Mindestanforderung: Facharztanerkennung in einem Gebiet der unmittelbaren Patientenversorgung oder in Mikrobiologie, Virologie und Infektionsepidemiologie oder in Hygiene und Umweltmedizin PLUS 12 Monate Infektiologie an Weiterbildungsstätten)
17. Intensivmedizin (Mindestanforderung: Facharztanerkennung in den Gebieten Anästhesiologie, Chirurgie, Innere Medizin, Kinder- und Jugendmedizin, Neurochirurgie oder Neurologie PLUS 18 Monate Intensivmedizin an Weiterbildungsstätten)
18. Kardiale Magnetresonanztomographie (Mindestanforderung: Facharztanerkennung für Innere Medizin und Kardiologie PLUS 12 Monate Kardiale Magnetresonanztomographie an Weiterbildungsstätten)
19. Kinder- und Jugend-Endokrinologie und -Diabetologie (Mindestanforderung: Facharztanerkennung für Kinder- und Jugendmedizin PLUS 24 Monate Kinder- und Jugend-Endokrinologie und -Diabetologie an Weiterbildungsstätten)
20. Kinder- und Jugend-Gastroenterologie (Mindestanforderung: Facharztanerkennung für Kinder- und Jugendmedizin PLUS 24 Monate Kinder- und Jugend-Gastroenterologie an Weiterbildungsstätten)
21. Kinder- und Jugend-Nephrologie (Mindestanforderung: Facharztanerkennung für Kinder- und Jugendmedizin PLUS 24 Monate Kinder- und Jugend-Nephrologie an Weiterbildungsstätten)
22. Kinder- und Jugend-Orthopädie (Mindestanforderung: Facharztanerkennung für Orthopädie und Unfallchirurgie oder Kinder- und Jugendchirurgie PLUS 18 Monate Kinder- und Jugend-Orthopädie an Weiterbildungsstätten)
23. Kinder- und Jugend-Pneumologie (Mindestanforderung: Facharztanerkennung für Kinder- und Jugendmedizin PLUS 24 Monate Kinder- und Jugend-Pneumologie an Weiterbildungsstätten)
24. Kinder- und Jugend-Rheumatologie (Mindestanforderung: Facharztanerkennung für Kinder- und Jugendmedizin PLUS 24 Monate Kinder- und Jugend-Rheumatologie an Weiterbildungsstätten)
25. Klinische Akut- und Notfallmedizin (Mindestanforderung: Facharztanerkennung in einem Gebiet der unmittelbaren Patientenversorgung PLUS 80-Std. Kurs-Weiterbildung Allgemeine und spezielle Notfallbehandlung PLUS 24 Monate Klinische Akut- und Notfallmedizin an Weiterbildungsstätten)
26. Krankenhaushygiene (Mindestanforderung: Facharztanerkennung in einem Gebiet der unmittelbaren Patientenversorgung PLUS 200-Std. Kurs-Weiterbildung Krankenhaushygiene PLUS Krankenhaushygiene unter Befugnis)
27. Magnetresonanztomographie (Mindestanforderung: Facharztanerkennung PLUS 24 Monate Magnetresonanztomographie an Weiterbildungsstätten im Gebiet Radiologie)
28. Manuelle Medizin (Mindestanforderung: Facharztanerkennung in einem Gebiet der unmittelbaren Patientenversorgung PLUS 320-Std. Kurs-Weiterbildung Manuelle Medizin PLUS Manuelle Medizin unter Befugnis)
29. Medikamentöse Tumortherapie (Mindestanforderung: Facharztanerkennung in den Gebieten Chirurgie, Frauenheilkunde und Geburtshilfe, Hals-Nasen-Ohrenheilkunde, Haut- und Geschlechtskrankheiten, Innere Medizin, Mund-Kiefer-Gesichtschirurgie, Neurochirurgie oder Neurologie PLUS 12 Monate Medikamentöse Tumortherapie an Weiterbildungsstätten)
30. Medizinische Informatik (Mindestanforderung: 24 Monate ärztliche Tätigkeit PLUS 240-Std. Kurs-Weiterbildung Medizinische Informatik PLUS 480 Stunden in einer Einrichtung der medizinischen Informatik oder in einer IT-Abteilung im Gesundheitswesen PLUS Medizinische Informatik unter Befugnis)
31. Naturheilverfahren (Mindestanforderung: Facharztanerkennung PLUS 160-Std. Kurs-Weiterbildung PLUS 80 Stunden Fallseminare PLUS Naturheilverfahren unter Befugnis)
32. Notfallmedizin (Mindestanforderung: 24 Monate Weiterbildung in einem Gebiet der unmittelbaren Patientenversorgung im stationären Bereich PLUS 80-Std. Kurs-Weiterbildung Allgemeine und spezielle Notfallbehandlung PLUS 50 Notarzteinsätze)
33. Nuklearmedizinische Diagnostik für Radiologen (Mindestanforderung: Facharztanerkennung für Radiologie PLUS 24 Monate Nuklearmedizinische Diagnostik für Radiologen an Weiterbildungsstätten)
34. Orthopädische Rheumatologie (Mindestanforderung: Facharztanerkennung für Orthopädie und Unfallchirurgie PLUS 24 Monate Orthopädische Rheumatologie an Weiterbildungsstätten)
35. Palliativmedizin (Mindestanforderung: Facharztanerkennung in einem Gebiet der unmittelbaren Patientenversorgung PLUS40 Stunden Kurs-Weiterbildung in Palliativmedizin PLUS 120 Stunden Fallseminare PLUS Palliativmedizin unter Befugnis)
36. Phlebologie (Mindestanforderung: Facharztanerkennung PLUS Phlebologie unter Befugnis)
37. Physikalische Therapie (Mindestanforderung: Facharztanerkennung in einem Gebiet der unmittelbaren Patientenversorgung PLUS 12 Monate Physikalische Therapie an Weiterbildungsstätten PLUS 120 Stunden Kurs-Weiterbildung Physikalische Therapie)
38. Plastische und Ästhetische Operationen (Mindestanforderung: Facharztanerkennung für Hals-Nasen-Ohrenheilkunde oder Mund-Kiefer-Gesichtschirurgie PLUS 24 Monate Plastische und Ästhetische Operationen an Weiterbildungsstätten)
39. Proktologie (Mindestanforderung: Facharztanerkennung für Allgemeinmedizin, Allgemeinchirurgie, Frauenheilkunde und Geburtshilfe, Haut- und Geschlechtskrankheiten, Innere Medizin, Innere Medizin und Gastroenterologie, Kinder- und Jugendchirurgie, Urologie oder Viszeralchirurgie PLUS 12 Monate Proktologie an Weiterbildungsstätten)
40. Psychoanalyse (Mindestanforderung: Facharztanerkennung für Psychiatrie und Psychotherapie, Psychosomatische Medizin und Psychotherapie oder Kinder- und Jugendpsychiatrie und -psychotherapie oder Facharztanerkennung in einem Gebiet der unmittelbaren Patientenversorgung mit der Zusatz-Weiterbildung Psychotherapie PLUS Psychoanalyse unter Befugnis)
41. Psychotherapie (Mindestanforderung: Facharztanerkennung in einem Gebiet der unmittelbaren Patientenversorgung PLUS Psychotherapie gemäß unter Befugnis)
42. Rehabilitationswesen (Mindestanforderung: Facharztanerkennung in einem Gebiet der unmittelbaren Patientenversorgung PLUS 320 Stunden Kurs-Weiterbildung in Rehabilitationswesen PLUS Rehabilitationswesen unter Befugnis)
43. Röntgendiagnostik für Nuklearmediziner (Mindestanforderung: Facharztanerkennung für Nuklearmedizin PLUS 24 Monate Röntgendiagnostik für Nuklearmediziner an Weiterbildungsstätten)
44. Schlafmedizin (Mindestanforderung: Facharztanerkennung für Allgemeinmedizin, Hals-Nasen-Ohrenheilkunde, Innere Medizin, Innere Medizin und Kardiologie, Innere Medizin und Pneumologie, Kinder- und Jugendmedizin, Mund-Kiefer-Gesichtschirurgie, Neurologie, Psychosomatische Medizin und Psychotherapie oder Psychiatrie und Psychotherapie PLUS Schlafmedizin unter Befugnis)
45. Sexualmedizin (Mindestanforderung: Facharztanerkennung in einem Gebiet der unmittelbaren Patientenversorgung PLUS 80 Stunden Kurs-Weiterbildung in Psychosomatische Grundversorgung oder Zusatz-Weiterbildung Psychotherapie oder Psychoanalyse oder Psychiatrie und Psychotherapie, Psychosomatische Medizin und Psychotherapie oder Kinder- und Jugendpsychiatrie und -psychotherapie PLUS 120 Stunden Kurs-Weiterbildung Sexualmedizin PLUS 60 Stunden Fallseminare unter Supervision PLUS Sexualmedizin unter Befugnis)
46. Sozialmedizin (Mindestanforderung: Facharztanerkennung PLUS 320 Stunden Kurs-Weiterbildung Sozialmedizin PLUS Sozialmedizin unter Befugnis)
47. Spezielle Kardiologie für Erwachsene mit angeborenen Herzfehlern (EMAH) (Mindestanforderung: Facharztanerkennung für Innere Medizin und Kardiologie oder Kinder- und Jugendmedizin mit Schwerpunkt Kinder- und Jugend-Kardiologie PLUS 18 Monate Spezielle Kardiologie für Erwachsene mit angeborenen Herzfehlern an Weiterbildungsstätten)
48. Spezielle Kinder- und Jugend-Urologie (Mindestanforderung: Facharztanerkennung für Urologie oder Kinder- und Jugendchirurgie PLUS 18 Monate Spezielle Kinder- und Jugendurologie unter Befugnis an Weiterbildungsstätten)
49. Spezielle Orthopädische Chirurgie (Mindestanforderung: Facharztanerkennung für Orthopädie und Unfallchirurgie PLUS 24 Monate Spezielle Orthopädische Chirurgie an Weiterbildungsstätten)
50. Spezielle Schmerztherapie (Mindestanforderung: Facharztanerkennung PLUS 12 Monate Spezielle Schmerztherapie an Weiterbildungsstätten PLUS 80 Stunden Kurs-Weiterbildung Spezielle Schmerztherapie)
51. Spezielle Unfallchirurgie (Mindestanforderung: Facharztanerkennung für Orthopädie und Unfallchirurgie PLUS 24 Monate Spezielle Unfallchirurgie an Weiterbildungsstätten)
52. Spezielle Viszeralchirurgie (Mindestanforderung: Facharztanerkennung für Viszeralchirurgie PLUS Spezielle Viszeralchirurgie unter Befugnis)
53. Sportmedizin (Mindestanforderung: Facharztanerkennung in einem Gebiet der unmittelbaren Patientenversorgung PLUS 240 Stunden Kurs-Weiterbildung Sportmedizin PLUS 120 Stunden sportärztliche Tätigkeit PLUS Sportmedizin unter Befugnis)
54. Suchtmedizinische Grundversorgung (Mindestanforderung: Facharztanerkennung PLUS 50 Stunden Kurs-Weiterbildung Suchtmedizinische Grundversorgung)
55. Transplantationsmedizin (Mindestanforderung: Facharztanerkennung für Anästhesiologie, Allgemeinchirurgie, Gefäßchirurgie, Herzchirurgie, Thoraxchirurgie, Viszeralchirurgie, Innere Medizin und Gastroenterologie, Innere Medizin und Kardiologie, Innere Medizin und Nephrologie, Innere Medizin und Pneumologie, Kinder- und Jugendmedizin oder Urologie PLUS 24 Monate Transplantationsmedizin in einem Transplantationszentrum an Weiterbildungsstätten)
56. Tropenmedizin (Mindestanforderung: 24 Monate Weiterbildung in einem Gebiet der unmittelbaren Patientenversorgung PLUS 9 Monate Tropenmedizin an Weiterbildungsstätten PLUS 9 Monate tropenmedizinische Tätigkeit in einer medizinischen Einrichtung in den Tropen PLUS 3 Monate Kurs-Weiterbildung Tropenmedizin)

## Übernahme der Muster-Weiterbildungsordnung 2018 durch die Landesärztekammern
Eine einheitliche Umsetzung der MWBO 2018 wird von der Bundesärztekammer empfohlen. Letztlich entscheiden aber die Länder und Landesärztekammern über die konkrete Umsetzung in Landesrecht. Die Weiterbildungsordnungen der einzelnen Landesärztekammern können daher in einzelnen Punkten von der MWBO abweichen. Es empfiehlt sich, die für die eigene Weiterbildung maßgebliche Weiterbildungsordnung (WBO) der jeweiligen Landesärztekammer diesbezüglich genau anzuschauen. Grundsätzlich sind die Inhalte der Weiterbildungsordnung der Ärztekammer nachzuweisen, in dem die Betroffenen Kammermitglieder sind und bei der Antrag auf Zulassung zur Prüfung gestellt wird.